# Marcello Pieri
Marcello Pieri (Cesena, 13 agosto 1965) è un cantautore italiano.
Debutta ventenne nel 1985 al Festival di Castrocaro con il brano L'uomo della notte bianca. Il primo singolo, Vieni via con me, è di due anni successivo. Nel 1989 esce un primo 33 giri, quindi nel 1991 Pieri si impone grazie al Festivalbar, a cui partecipa con Se fai l'amore come cammini, ottenendo un grande successo radiofonico e di vendite.
Seguono altre esibizioni importanti, come il Cantagiro 1992, dove esegue, tra l'altro, Se credi che davvero è tutto qui e la hit Se fai l'amore come cammini, e la gara al Festival di Sanremo 1993 nella Sezione Giovani, con il brano Femmina.
Altre canzoni di successo del periodo sono Pio, Il capitano (portata al Festival Italiano del 1994) e Al ritorno dal mare.
Nel 1997 apre le tappe della tournée italiana di Bob Dylan e scrive, su richiesta di Marco Pantani, In punta di piedi decidendo però a seguito della morte del campione di non pubblicarla.
Nel 2010 il suo brano Diamo la colpa all'estate viene inserito nel primo CD dell'artista livornese Karima. Sempre in quell'anno Pieri torna sul mercato dopo un'assenza piuttosto prolungata, con il singolo Leggerezza, che gli vale il primo premio come Singolo dell'Estate decretato dagli ascoltatori del circuito "Frequenze Indipendenti".
Nel 2018 pubblica una nuova canzone, Se cerchi un eroe... non sono io, ballata rock suonata assieme a Massimo Varini e David Sabiu.
Alcuni artisti, come ad esempio Vasco Rossi, Gianna Nannini e Raoul Casadei, hanno sostenuto che Pieri sia uno dei più geniali autori di canzoni  e al tempo stesso uno dei più incompresi del panorama italiano.

## Discografia parziale

### Album
- Marcello Pieri (1989)
- Vengo a piedi con te (1991)
- Un cocomero in discesa (1993)
- Il capitano della Masnada (1994)
- L'amore è sempre in giro (1997)
- Leggerezza (2010)

### Singoli
- Se fai l'amore come cammini (1991)
- Femmina (1993)
- Pio (1994)
- Leggerezza (2010)
- Se cerchi un eroe... non sono io (2018)
- In punta di piedi (2019)
- Sino a quando non ti rivedrò (2019)
- Riso scondito (2020)
- Se fai l'amore come cammini (nuovo arrangiamento) (2020)